# 526-та резервна дивізія (Третій Рейх)
526-та резервна дивізія (Третій Рейх) (нім. 526. Reserve-Division) — резервна піхотна дивізія Вермахту, що входила до складу німецьких сухопутних військ у роки Другої світової війни.

## Історія
526-та резервна дивізія сформована у вересні 1944 року з частин дивізії № 176 та 526-ї піхотної дивізії в Аахені і підпорядковувалася 1-й парашутній армії. Існують розбіжності у позначенні. Наприклад, у «Схемі організації війни» вказана дивізія № 526, а в огляді бойових донесень органів управління лічиться лише 526-та резервна дивізія. Брала участь у боях за Аахен. Розгромлена американськими військами у квітні 1945 року.

## Райони бойових дій
- Західна Німеччина (грудень 1944 — квітень 1945).

## Командування

### Командири
- генерал-майор Курт Шмідт (вересень — 10 грудня 1944)
- генерал-лейтенант Ганс Берген (10 грудня 1944 — квітень 1945).

### Підпорядкованість
| Час      | Корпус   | Армія  | Група армій (округ) | Штаб        |
| -------- | -------- | ------ | ------------------- | ----------- |
| 1944     |          |        |                     |             |
| вересень | LXXIV ак | 7 А    | Група армій «B»     | Аахен       |
| жовтень  |          | 1 ПарА | Група армій «B»     | Аахен       |
| листопад |          | 5 ТА   | Група армій «B»     | Аахен       |
| 1945     |          |        |                     |             |
| січень   |          | 1 А    | Група армій «G»     | Рейн-Пфальц |

### Склад
| 1944                                     |
| ---------------------------------------- |
| 253-й резервний гренадерський полк       |
| 416-й резервний гренадерський полк       |
| 536-й резервний гренадерський полк       |
| I/76-й резервний артилерійський дивізіон |
| 253-й резервний інженерний батальйон     |
| 526-та рота зв'язку                      |
| 526-те дивізійне управління забезпечення |